# Mariendal Kirke
Mariendal Kirke er en kirke fra 1908 på Nitivej i Frederiksberg Kommune.
Kirkens arkitekt var Thorvald Jørgensen.
Byggestilen er historicistisk. Soklen er af granit og murene af røde mursten. Fra gavlen over indgangspartiet ses den iøjnefaldende vinduesroset, og indenfor ser vi den såkaldte loggia, buehvælving, tøndehvælv.

## Historie
Mariendals Sogn blev udskilt fra Sankt Thomas Sogn i 1905.
Der blev opført en midlertidig kirke med Martin Nyrop som arkitekt. Den midlertidige kirke var opført af kokolith, som er en blanding af kokosnøddeskaller og gips. Kokolithkirken blev efterfølgende genbrugt flere gange andre steder, herunder Taksigelseskirken og Blågårds Kirke.
Den nye kirke blev først og fremmest bekostet af kreaturkommissionær, justitsråd og proprietær Niels Josephsen (1836-1905) og hustru Thora (1836-1906), der ejede landstedet Mariendal. I 1902 gav de byggegrunden og 50.000 kr. til byggeriet.
Deres initialer NJ-TJ blev til vejnavnet Nitivej.
Forkortelsen NITI var allerede navnet på ægteparrets ferieresidens Villa Niti på Nordre Strandvej ved Helsingør.
Ane Katrines Vej på kirkens ene langside har navn efter Josephsens mor fra Randers. Ægteparret Josephsen er stedt til hvile i krypten under kirkens alter. Deres sarkofager henstod i Sankt Thomas Kirke fra deres død indtil Mariendalskirkens indvielse i 1908.
Mariendals Sogns Menighedspleje og dermed menigheden nyder økonomisk fordel af direktør Svend Hornsylds legat, der er næststørste aktionær i Schouw & Co med en ejerandel på 15%. Svend Hornsyld (1895-1961) arbejdede i firmaet 1915-1961, de sidste 34 år som administrerende direktør. Firmaet startede i Rantzausgade på Nørrebro og ligger nu i Aarhus. Legatet yder store tilskud til arrangementer for menigheden. Svend Hornsyld var formand for menighedsrådet.

## Kirkebygningen
- Mariendal Kirke
- Kirkepladsen langfredag 2025
- Gavlen med vinduesroset
- Indgangspartiet
- Alterpartiet
- Orgelpulpituret
- Alterbilledet af Knud Larsen (1865-1922)
- Grøn messehagel i Mariendal Kirke

## Interiør
Træpulpiturerne i skønvirkestil og kirkebænkene er af bejdset fyrretræ. Der er 450 siddepladser. Knud Larsen har malet alterbilledet med Jesus som central figur. De nuværende korvinduer fra 1988 er glasmosaikker udført af Mogens Jørgensen, efter hvem Mogens Jørgensen-Salen i menighedshuset er benævnt. I midtergangen ligger en løber udført af Hanne Vedel. Døbefonten af granit med messingfad er udført af Siegfried Wagner. Altersølvet er udsmykket med juveler fra Thora Josephsens smykker. Det nuværende orgel fra 1963 med 18 orgelstemmer er bygget af orgelbyggeren Troels Krohn, Frederiksborg Orgelbyggeri i Hillerød.
Kirken har messehagler i fire af de liturgiske farver. Der mangler sort til brug ved altergangen langfredag.

## Kirkepladsen
Pladsen foran kirken, Mariendal Kirkeplads, er blevet nyanlagt og indviet i 2018. Det er sket i samarbejde mellem sognet og kommunen og med Jonas Schul som landskabsarkitekt.

## Eksterne kilder og henvisninger
- Mariendals Kirke hos KortTilKirken.dk

- Wikimedia Commons har flere filer relateret til Mariendal Kirke